# 大星笠螺
大星笠螺（学名：Patella optima），是原始腹足目笠螺科笠螺属的一种。主要分布于台湾，常栖息在潮间带岩礁上。